# 豊田市立豊松小学校
豊田市立豊松小学校（とよたしりつ とよまつしょうがっこう）は、愛知県豊田市坂上町にある公立小学校。

## 概要
- 旧・東加茂郡松平町の小学校であり、校区は坂上町、石楠町、豊松町、松平町である。公立中学校に進学する場合は豊田市立松平中学校へ進学する[1]。
- 2019年度児童数は47名の小規模校であり、小規模特認校の指定を受けている[2]。

## 沿革
- 1872年（明治5年）10月22日 - 仁王村に郷学校が設置される。
- 1873年（明治6年）12月 -
  - 第9中学区内第57番小学校仁王学校が開校。杉木村の安全寺[注釈 1]を仮校舎とする。東加茂郡東宮口村、杉ノ木村、仁王村、正作村、真垣内村、篠平村、下屋敷村、所石村、大楠村、提立村、日明村、国閑村、上脇村、上佐切村、下佐切村、平折村の児童が通学する。
  - 第9中学区内第56番小学校茅原学校が開校。大田村、茅原村、羽明村、大津村、下河内村、林添村、二口村、椿木村、歌石村、羽明村、松平村の児童が通学する。
- 1874年（明治7年） -
  - 第9中学区内第57番小学校仁王学校が第9中学区内第54番小学校仁王学校に改称する。
  - 第9中学区内第56番小学校茅原学校が第9中学区内第53番小学校茅原学校に改称する。
  - 第9中学区内第54番小学校滝脇学校が茅原学校に統合され茅原学校滝脇分校となる。
- 1875年（明治8年） -
  - 国閑村に国閑学校が開校し、日明村、国閑村、上脇村、上佐切村、下佐切村、平折村の児童が仁王学校から移る。
  - 茅原学校滝脇分校が第9中学区内第119番小学校滝脇学校として独立する。
- 1876年（明治9年） - 佐切村に仁王学校甲分校を設置する。上脇村、上佐切村、下佐切村、平折村の児童は国閑学校から仁王学校甲分校に移る。
- 1879年（明治12年） - 仁王学校、茅原学校の校舎を新築し、移転する。
- 1880年（明治13年）4月 -
  - 第9中学区内第54番小学校仁王学校が東加茂郡第20番小学仁王学校に改称する。
  - 第9中学区内第53番小学校茅原学校が東加茂郡第19番小学茅原学校に改称する。
- 1880年（明治13年）6月 - 松平村が茅原学校から離脱。単独で東加茂郡第31番小学松平学校を開校する。
- 1883年（明治16年） -
  - 東加茂郡第20番小学仁王学校が公立小学仁王学校に改称する。
  - 東加茂郡第19番小学茅原学校が公立小学茅原学校に改称する。
  - 東加茂郡第31番小学松平学校が公立小学松平学校に改称する。
- 1887年（明治20年） -
  - 茅原学校と松平学校が合併し、公立小学大多学校となる。
  - 仁王学校甲分校が佐切学校として独立する。
- 1889年（明治22年）10月1日 -
  - 松平村が単独村制し、松平村が発足。
  - 所石村、簗山村、提立村、 椿木村、歌石村、大田村、茅原村、羽明村、大津村、大楠村、下屋敷村、杉ノ木村、仁王村、正作村、東宮口村、真垣内村、南篠平村、日明村、下平村、岩谷村、二口村が合併し、豊栄村が発足。
  - 下河内村、林添村、長沢村、滝脇村、七売村、川向村、桂野村、中垣内村、中村、九久平村、曲リ村、鍋田村、大給村が合併し、小川村が発足。
- 1891年（明治24年） -
  - 公立小学仁王学校が豊栄村松平村組合立仁王尋常小学校に改称する。
  - 公立小学大多学校が豊栄村松平村小川村組合立大多尋常小学校に改称する。
- 1893年（明治26年）4月 - 豊栄村松平村組合立豊松高等小学校が開校する。
- 1902年（明治35年）5月 - 仁王尋常小学校と大多尋常小学校を統合し、豊松尋常小学校となる。
- 1906年（明治39年）5月1日 - 松平村、小川村、志賀村、豊栄村の大部分（所石・簗山・提立村・椿木・歌石・大田・茅原・羽明・大津・大楠・下屋敷・杉ノ木・仁王・正作・東宮口・真垣内・南篠平・日明・二口）、穂積村の一部（二本木・西野・重田和・白瀬・酒呑）が合併し、松平村が発足。
- 1907年（明治40年）1月 - 豊松尋常小学校と豊松高等小学校を統合し、豊松尋常高等小学校となる。
- 1908年（明治41年）12月 - 現在地に校舎を新築し、移転する。
- 1941年（昭和16年）4月1日 - 東加茂郡松平村立豊松国民学校に改称する。
- 1947年（昭和22年）4月1日 - 松平村立豊松小学校に改称する。
- 1954年（昭和29年）12月 - 校舎を増築する。
- 1961年（昭和36年）11月1日 - 松平村が町制施行して松平町が発足。同時に松平町立豊松小学校に改称する。
- 1962年（昭和37年） - 松平町の地名変更により、校区の椿木・歌石・大田・茅原・羽明・大津・二口が豊松、下屋敷・提立・杉木・仁王・正作・日明・東宮口・真垣内・南篠平が坂上、大楠・所石が石楠となる。
- 1970年（昭和45年）4月1日 - 松平町が豊田市に編入合併される。同時に豊田市立豊松小学校に改称する。
- 1973年（昭和48年） - 校区の地名が改称され、豊松が豊松町、坂上が坂上町、石楠が石楠町、松平松平町がとなる。

## 交通アクセス
- とよたおいでんバス【10系統 下山・豊田線】「大内」バス停より徒歩約60分。
- 地域バス松平ともえ号　日明ジュリンナ線「豊栄橋」バス停より徒歩5分。　※火曜日のみ運行